# Cucina parmigiana
La cucina parmigiana ha un’antica tradizione, celebrata già nel duecento dal cronista Fra Salimbene de Adam e caratterizzata da una notevole eterogeneità del territorio, che spazia dall’alta montagna alla Pianura Padana. Da tale conformazione derivano almeno tre codificazioni: quella parmigiana, riferibile ai ricettari della città, e quelle parmensi, tipiche delle valli appenniniche da una parte, e della Bassa parmense dall’altra. Diffusi su tutto il territorio sono l’allevamento del maiale, destinato alla produzione di Prosciutto di Parma, Culatello di Zibello, salame di Felino e gli altri pregiati e noti salumi parmensi, nonché l’allevamento dei bovini da latte, quasi esclusivamente riservato alla produzione del Parmigiano-Reggiano. Patrimoni gastronomici, questi ultimi, che rendono la cucina parmigiana conosciuta nel mondo. 

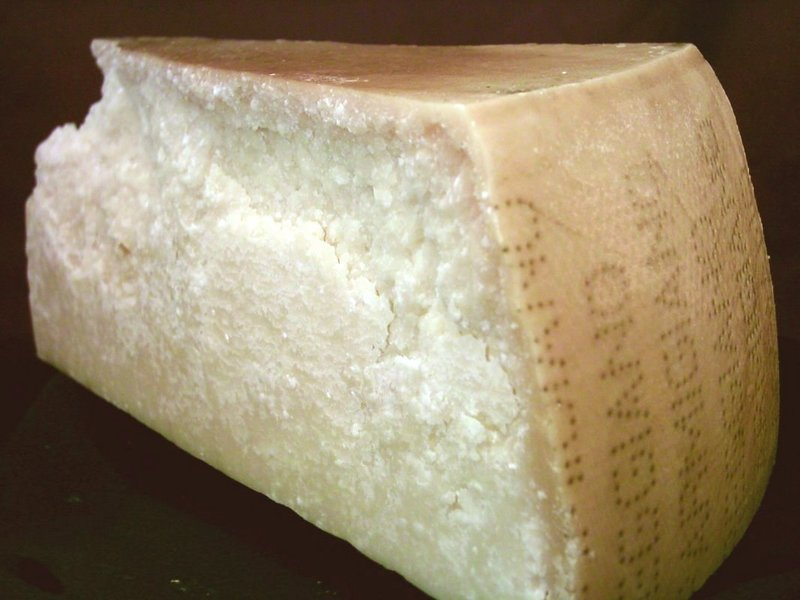
Il Parmigiano-reggiano

Parma è considerata una delle capitali dell'alimentazione e della buona tavola: la provincia di Parma, infatti, per l’alto grado di specializzazione e qualità raggiunti dalle proprie industrie di trasformazione e produzione, viene definita con l’appellativo di Food Valley. Nella città emiliana, inoltre, si sono insediati numerosi organismi di ricerca e controllo legati al settore agroalimentare. Dal 13 dicembre 2003, la città è sede permanente dell'Autorità Europea per la Sicurezza Alimentare (EFSA), che fornisce alla Commissione europea le consulenze scientifiche su tutto ciò che ha ripercussioni dirette o indirette riguardo la sicurezza alimentare. Infine, Parma è Città Creativa UNESCO per la gastronomia dal 2015.

## Storia
Le prime tracce riferibili a una proto codificazione della cucina parmigiana risalgono a circa duemila e duecento anni fa, laddove i Romani giunsero nel territorio parmense. Le lassanis citate da Federico II sono da connettersi alle laganae dei Romani e rappresentano i prodromi di quella che diverrà, nei secoli, l’espressione più riconoscibile della tradizione del territorio: la pasta fresca.
La prima codificazione specifica in merito risale al XIII secolo grazie al già citato Salimbene de Adam. Nell’XI secolo si collocano invece le prime fonti ufficiali, ricavate da testi notarili riguardo alla produzione del formaggio Parmigiano Reggiano, nato dalla necessità di conservare il latte. All’incirca allo stesso periodo va fatta risalire la tradizione dell’allevamento del maiale, di cui le foreste parmensi erano ricche, per la produzione di carne che, sempre per necessità di conservazione, ha visto lo sviluppo delle peculiari tecniche di stagionatura della salumeria parmense. 
Nel 1545, con la creazione del Ducato di Parma e la conseguente reggenza farnesiana, la cucina di Parma beneficiò della presenza di una corte colta, sia per quanto riguarda la catalogazione delle materie prime che per la codificazione di numerosi ricettari. 
Il processo di autodeterminazione dell’identità gastronomica parmense continuò sotto i Borbone, acquisendo nuove complessità in virtù delle contaminazioni originate da mode culinarie proprie di altre corti europee. 
Fu con l’affidamento del Ducato a Maria Luigia d’Austria che la cucina di Parma consolidò definitivamente, a metà dell’Ottocento, i suoi principi identitari. La duchessa, infatti, importò a Parma i modelli strutturali delle cucine di corte francesi, favorendo una ricchissima produzione di ricettari, una precisa catalogazione delle risorse gastronomiche, un’organizzazione archivistica delle stesse, nonché una meticolosa caratterizzazione specifica dei mestieri legati alla produzione e trasformazione dei cibi. I ricettari classici della cucina parmense così come li conosciamo oggi risalgono in gran parte a questo periodo.
La via del sale parmense che, tramite la Val di Taro, rendeva breve il collegamento tra Pianura Padana e Liguria verso la Francia, ebbe un ruolo decisivo nello sviluppo dell’industria conserviera parmense, tra le più rinomate al mondo. Si tratta di una tradizione trasversale e immutata lungo il succedersi nei secoli delle diverse dominazioni, in virtù della quale a Parma risiedono attualmente alcune delle più importanti aziende al mondo nella produzione di acciughe sott’olio, di conserva del pomodoro e di conserve di verdure. 

## Antipasti
- Libagione di vino in brodo: si tratta di un brodo d’apertura, chiamato bévrer in vin, servito in tazza e rinforzato con vino locale. Tipico della pianura[2].
- Salumi parmigiani: la salumeria parmigiana ha un passato antico che vede la trasformazione in salumi da piatto di prodotti salumieri crudi, quali prosciutto, culatello, bondiola e salame di Felino in primis, un tempo portati in tavola solo dopo cottura.  Poi, pancetta coppata o salamata, lardo, ciccioli secchi e cicciolata, testa in cassetta, grass pist (lardo di maiale pestato, condito con aromi e servito su crostini di pane caldo). Il passaggio ai salumi parmigiani mangiati crudi si è realizzato in tempi diversi. In particolare, per il prosciutto crudo, è avvenuto a metà del XIX secolo, mentre per la spalla stagionata è avvenuto recentemente (convivono infatti le due utilizzazioni: spalla di San Secondo e spalla cruda di Palasone). I salumi parmigiani, per la loro delicatezza, si accostano bene a un pane poco salato (micca parmigiana) o alla torta fritta; quest’ultima non unanimemente accettata con prosciutto e culatello[6].
- Parmigiano Reggiano: in scaglie, preparate sul momento, è utilizzato per gli stuzzichini da antipasto. Non è di tradizione parmigiana il diffuso abbinamento con l’Aceto Balsamico Tradizionale (comunque da miscelare alle scaglie di formaggio alcune ore prima).
- Torta fritta: è la variante parmense dello gnocco fritto diffuso nelle province di Modena e Reggio Emilia, e della crescentina bolognese. La torta fritta ben si accompagna con salumi e cibi dal sapore marcato, mentre rischia di sopraffare cibi delicati quali il Prosciutto di Parma e il Culatello di Zibello.[2]
- Pesto di Cavallo: carne macinata di cavallo generalmente servita cruda con diversi condimenti.
- Antipasti di funghi crudi: tipici delle Terre Alte parmensi, dall’utilizzo subordinato a una netta connotazione stagionale, i funghi vengono codificati nei ricettari parmensi in due categorie principali. Il Capacchi distingue, tra i funghi da mangiare crudi, quelli dal sapore deciso e quelli dal sapore delicato. Tra i primi, il Fungo Porcino di Borgotaro IGP (Boletus edulis, Boletus castaneus, Boletus aereus) e l’ovulo buono (Amanita caesarea) da servire rigorosamente tagliati a fettine e conditi solo con olio, pepe e sale. Alla seconda categoria appartengono le famiglie dei Prataioli e delle Mazze di tamburo, per cui è usanza versare sui funghi tagliati un’emulsione di olio, limone, pepe e sale, per poi, dopo un riposo di circa mezz’ora, aspergere con Parmigiano grattugiato.
- Frittura minuta: frittura di antica tradizione preparata con pesciolini d’acqua dolce (minutaglia) pescati nei corsi d’acqua e lungo i fossi, reperibili a poco prezzo (da qui la denominazione gergale di pesci puttana).[7]

## Primi piatti

### Brodi parmigiani e ripieni di carni da brodo
Nella cucina parmigiana, notevole rilievo hanno i brodi di carne, alla base di numerose ricette di paste, semplici e ripiene. 
- Brodo di bovino: la ricetta originale di Guglielmo Capacchi indica l’utilizzo dei seguenti tagli: doppia (la dòppja), nelle due varietà di ventraia e di punte di costa, oppure di punta di petto. Va aggiunto un osso spugnoso (la zònta).
- Brodo di terza: si preparano in tre pentole diverse brodo di bovino, brodo di cappone (o gallina vecchia) e brodo di anchetta di coscia di maiale o di prosciutto. Si miscelano poi nelle rispettive seguenti proporzioni: cinque parti, quattro parti, una parte.[8]
- Ripieno per cappone, gallina o punta di petto: per la preparazione dei lessi, ma anche per migliorare il brodo, nelle suddette carni si inserisce un ripieno fatto con pane grattugiato, Parmigiano, uova, burro, brodo, noce moscata, chiodi di garofano e zenzero.

### Pasta e paste ripiene
Parma è la città padana che ha la più antica e precisa codificazione dell’impiego della pasta: Salimbene cita paste ripiene e asciutte fresche, ottenute con farina di grano tenero e uova. La sfoglia di pasta fresca (detta fojäda) è al centro trova la sua declinazione più tipica nelle paste ripiene, in brodo o asciutte, specialmente negli anolini e nei tortelli.
- Anolini: sono la pasta ripiena in brodo di Parma, nonché, probabilmente, il piatto più rappresentativo di per sé della sua cucina. Si posseggono, di questo piatto, diverse ricette canoniche tra cui quelle di Vincenzo Agnoletti, Pellegrino Artusi, Guglielmo Capacchi, Ferruccio Botti[10]. Di base, l’anolino è composto da due piccoli tondi di pasta fresca che, saldati bene ai bordi, racchiudono un ripieno, e viene cotto in brodo. Gli anolini presentano però, proprio per la forte demarcazione simbolica di legame alle radici che ogni famiglia attribuisce a questo piatto, un’infinità di varianti, quasi parcellari. Per comodità schematica, la gastronomia territoriale classifica quattro macro aree di specificità: due di città e due di provincia. In città gli anolini si possono suddividere tra quelli ricchi (ripieno di Parmigiano Reggiano, uova, pane e spezie bagnato con sugo di manzo o asinina) e quelli popolari (con sugo di cavallo). In provincia, invece, si può segnare una distinzione abbastanza netta tra anolini di pianura e anolini di montagna. Nella Bassa parmense, il ripieno è composto da Parmigiano Reggiano, pane, uova e spezie (esso non viene imbevuto nel sugo perciò sono detti anolini di magro). In collina e in montagna, nel ripieno compare la carne e, talvolta, al manzo si aggiunge il maiale.  Accanto alle ricette canonizzate, tra cui citiamo anche quella dell’Accademia italiana della cucina, hanno un loro posto d’onore codificazioni di alcune celebri famiglie parmigiane, come quella di Giuseppe Verdi che tratta nel dettaglio anche la preparazione dello stracotto per bagnare il ripieno. Esiste poi un ricettario recuperato da archivi storici di famiglie della Val Baganza (a Sala Baganza, presso il Casino dei Boschi era la residenza di Maria Luigia) da cui risultano tre versioni principali raccolte ne La Cucina di Parma[11]e ripresentate poi, come autorevoli, anche da Luca Farinotti.[12]
- Mezze maniche ripiene in brodo: è una variante dell’anolino, diffusa soprattutto nella Bassa parmense: il brodo, più leggero, prevede il pollo accanto a manzo e gallina. Il ripieno è inserito in una pasta fresca aperta che viene scottata nel brodo.

#### Passatelli e pasta rasa
- Passatelli: Salimbene de Adam è il primo a menzionare i ravioli senza rivestimento ovvero il semplice ripieno (in tutto simile a quello degli anolini di magro) passato attraverso un disco traforato. Risultano tanti lunghi cilindri di ripieno che vengono serviti in brodo.

- Pasta rasa: lo stesso ripieno, invece di essere filato, viene direttamente grattugiato nel brodo.

#### Altri piatti in brodo
- Biset o Casaghei: zuppa della montagna parmigiana a base di verze, lardo pestato, patate, brodo grasso di maiale (ottenuto con cotechino o costine), farina gialla e Parmigiano Reggiano.
- Panadella: zuppetta di pane e acqua, insaporita con aromi dell’orto e Parmigiano Reggiano. La ricetta dell’alto Appennino prevede anche burro e formaggio in cottura.
- Panata o Panäda: zuppa preparata con pezzi di pane bollito nell’acqua e Parmigiano Reggiano. Esistono diverse varianti: tra le più diffuse, quella alle ortiche.
- Paralett: letteralmente significa manda a letto ed è un’antica ricetta di minestra di verdure con aggiunta di farina di mais (farina di castagne nella variante di montagna).
- Pistada: il lardo finemente battuto con il coltello viene mescolato a prezzemolo, aglio e carota per poi essere aggiunto al brodo.
- Zuppa alla Santé: è una zuppa fortemente calorica a base di brodo di carne, con l’aggiunta di pane tostato a quadratini, battuto di lardo, concentrato di pomodoro, burro, olio, cipolla, verze, rape, sedano, patate, carote, cavolo cappuccio, piselli e fagioli.
- Zuppa di funghi di Borgotaro: è la ricetta codificata della zuppa di funghi di Borgotaro[13]
- Zuppa stuida di Mattaleto (Langhirano): il nome prende origine dall’antica stufa (stuida) sul bordo della quale viene posta la pignatta per ottenere una cottura a calore moderato per diverse ore. Si tratta di una zuppa di funghi secchi, pane raffermo e verdure.

#### Primi piatti asciutti
Nella cucina parmigiana, le paste in brodo sono caratteristiche del periodo invernale, mentre quelle asciutte, in particolare i tipici tortelli d’erbetta, da cui scaturiscono numerose varianti, sono proprie di primavera, estate e autunno. La maggior parte delle ricette di primi asciutti contemplano la pasta fresca quale ingrediente principale, poiché l’impiego di pasta secca si è affacciato sulla gastronomia locale in tempi relativamente recenti, soprattutto in virtù della fioritura di numerosi pastifici, tra cui Barilla, che, nel giro di pochi decenni, hanno reso Parma il plesso di produzione di pasta più importante al mondo.
Tra le ricette più antiche di pasta condita, abbiamo:
Tajadell col formàj d péggra: una variante padana di tagliatellona fresca condita con pancetta e pecorino, classificata da Guglielmo Capacchi.
- Stringón al fóren: è la tradizionale pasta (all’uovo) al forno parmense, con un ricco sugo di funghi, carne (di vitello), burro, triplo concentrato di pomodoro.
- Pasta alla zucca della Bassa: una delle poche ricette tradizionali a pasta secca (corta) di stampo stagionale.

#### Tortelli
I tortelli d’erbette, come gli anolini, seppur in misura minore, presentano diverse varianti territoriali. Nelle Terre Alte, nel ripieno entrano talvolta anche le ortiche e una piccola quantità di patata. In città e pianura, la forma dei tortelli è rigorosamente rettangolare mentre, in montagna, presenta varianti con una coda di pasta. Il tortello di pasta fresca condito con burro e parmigiano è il primo piatto asciutto per eccellenza della cucina parmigiana.
- Tortelli di erbette: ravioli di pasta fresca ripiegati, contenenti un ripieno a base di erbette (bietola), ricotta grassa, uova e parmigiano reggiano, noce moscata. Conditi con abbondante burro fresco e parmigiano.
- Tortelli d’ortica: l’ortica novella è usata in sostituzione delle erbette
- Tortelli di castagne: la sfoglia, sempre di farina bianca e uova, è simile a quella di tutti gli altri tortelli. Il ripieno è fatto con castagne secche, mostarda, senape.
- Tortelli di patate: le patate cotte e schiacciate per il ripieno vengono fatte insaporire in un soffritto di burro, lardo di prosciutto battuto e prezzemolo per poi essere amalgamate con uova e abbondante Parmigiano grattugiato. La ricetta classica li vede serviti con burro fuso e Parmigiano.
- Tortelli di tarassaco: è un piatto che si prepara tra febbraio e giugno (il tarassaco va colto prima della fioritura). Ai sempre presenti burro, Parmigiano e uova, va aggiunta, nel ripieno assieme al tarassaco, la pancetta.
- Tortelli di verza: il ripieno presenta gli stessi ingredienti dei tortelli al tarassaco, con la verza che lo sostituisce.
- Tortelli di spalla cotta: pasta ripiena tipica, seppur non codificata, della zona di San Secondo Parmense .
- Tortelli di zucca alla parmigiana: nella variante parmense di questo raviolo tipico di varie province emiliane e lombarde, si utilizzano zucca gialla, uova, Parmigiano, burro, noce moscata.

- Tortél dóls di Colorno: tortelli tipici della Bassa parmense, con ripieno agrodolce.

#### Ricette di riso e risotti
- Riso e fagioli alla montanara: ricco piatto di montagna in cui il riso e fagioli lessati si abbinano a un soffritto con salsiccia a cui si aggiungono sugo di pomodoro e pancetta.
- Riso e corada: le coràda sono l’insieme delle interiora di piccoli ruminanti, maiale e vitello. Con queste, insieme a ortaggi, uova e Parmigiano, si prepara un soffritto per condire il riso cotto nel brodo.
- Riz e tridura: minestra in brodo con riso al quale è stato aggiunto poco prima della fine della cottura un composto a base di uova battute con sale, formaggio, noce moscata e spinaci tritati.
- Riso e verze: piatto forte della tradizione. L’ingrediente principale, oltre al cavolo verza, è il lardo. Questo è il piatto consumato tradizionalmente nelle campagne nei giorni di uccisione del maiale e della lavorazione della sua carne. Spesso, infatti, le costine diventano un ingrediente aggiuntivo.
- Rìz ala Pramzana: il risotto alla parmigiana è preparato con un soffritto di cipolla, lardo, funghi, fegatini, salsiccia, odori e abbondante Parmigiano Reggiano.
- Bomba di riso col piccione: nella tradizione parmense, il riso trova la sua collocazione elettiva nei timballi e nelle bombe con diversi contenuti. Nel Rinascimento, i tamburi (o timballi) costituivano le preparazioni più importanti del tempo: la Bomba di riso (bomba d riz) con il piccione o la tortora era il piatto che inaugurava la stagione della caccia alla selvaggina. Esistono diverse varianti che prevedono animelle, funghi porcini e altre carni. Il riso viene prima sottoposto a una breve cottura in acqua, poi conciato con il sugo previsto dalla ricetta e infine posto a cuocere, in uno stampo di rame stagnato, lungamente in forno a temperatura moderata.
- Savarin di riso: questo è uno dei primi piatti più importanti, escludendo le paste ripiene, della cucina parmense. Secondo le indicazioni dell’Artusi, occorre uno stampo a forma rotonda, col buco nel mezzo, convesso alla parte esterna e di capacità doppia del composto che deve entrarvi. Esistono, come per gli anolini, diverse codificazioni della ricetta: di pianura, di campagna, di città. Tra le più celebri, la ricetta di Mirella Cantarelli prevede di imburrare l’interno dello stampo, ricoprirlo con lingua salmistrata tagliata a fette sottili; stendere uno strato di risotto al Parmigiano nel savarin, poi stendere uno strato di polpettine preparate con carne e funghi; finire con un ulteriore strato di risotto e rovesciare il savarin in un piatto tondo. Il buco centrale andrà riempito con altre polpettine e sugo. La ricetta di famiglia di Giuseppe Verdi, simile, prevede punte di asparagi insieme alle fette di lingua.[16]

#### Pasticci di paste ripiene e semplici
- Pasticcio di anolini: piatto in teglia da forno di origine rinascimentale.
- Pasticcio di maccheroni: sformato con ripieno di ragù o frattaglie, in un involucro di pasta frolla dolce, diffuso maggiormente nella Bassa. Esistono numerose varianti per il ripieno.

#### Gnocchi
- Gnocchi di patate: chiamati zgranfgnón in dialetto parmigiano, sono utilizzati per molte ricette tradizionali con diversi condimenti.

#### Polenta
La cucina parmigiana di campagna, dopo l’avvento del mais in Europa, basò in buona parte l’alimentazione quotidiana sulla polenta. Entrò successivamente anche in ricette ricche; per esempio, la polenta pasticciata prevede varianti con carni di pregio, come piccioni o quaglie.

## Secondi piatti

### Bolliti
La cucina parmigiana contempla un ampio ventaglio di ricettari nell’utilizzo della carne: si riscontrano numerosissime ricette di corte incentrate sulla selvaggina (cervi, daini, caprioli, lepri, fagiani, quaglie, starne) ma non manca un’ampia letteratura sulla carne degli animali neri, ovvero i cinghiali e i maiali di piccola taglia a manto scuro che popolavano abbondantemente i boschi della provincia fin dal Medioevo. Le carni bianche di vitello, agnello, capretto e di tutti gli animali della bassa corte erano riservate agli intellettuali e alle signore. Un posto speciale nei ricettari parmigiani occupa il Cappone, utilizzato per i brodi pregiati ma anche nel bollito che rappresenta il secondo piatto per antonomasia della tradizione, sebbene la cottura al forno o in tegame fossero anch’esse piuttosto diffuse.
Da sempre ogni casa parmigiana, anche la più povera, cercava di avere la domenica una pentola di bollito sul fuoco (il cui brodo era poi destinato alla cottura degli anolini). Il bollito parmigiano classico codificato comprende: tre tagli di carni (manzo, preferibilmente spalla, paletta o cappello del prete; punta di vitello ripiena bollita; cappone o gallina); tre ammennicoli (testina di vitello; lingua; cotechino o zampone); tre salse (verde, rossa e bianca).
Al bollito classico si aggiunge come elemento prezioso il ripieno a base di pan grattato, brodo bollente, burro, uova, formaggio Parmigiano grattugiato, chiodi di garofano, zenzero sbucciato e noce moscata.

### Carni arrosto, al forno e al tegame
Seppur meno rappresentative, sono numerose le ricette tradizionali di carni arrostite, al forno o al tegame nella tradizione parmigiana. 
- Agnello alla cacciatora: così come per lepre, cinghiale, capretto e altre carni da ricette in teglia, si caratterizza per l’ampio utilizzo di odori ed erbe.
- Fricandò: dal francese fricandeau, per indicare una fetta di vitello in umido che nella tradizione parmigiana viene lardellata e cotta come uno stracotto.
- Frittelle di carne al latte: si tratta di frittelle con ripieno di manzo magro, uova e Parmigiano.
- Marcelline: finte cotolette ottenute con un impasto di carne di vitello triturata e pane grattugiato. Si cuociono al tegame e si servono con una salsa di burro, acciughe, capperi e limone.
- Ossobuco alla parmigiana: a Parma si utilizzano ossibuchi di manzo o vitellone, rosolati con burro, olio, aromi e abbondante vino. Non è usanza obbligata quella di abbinarli al risotto come in altre aree limitrofe.
- Polpettone di vitello: gli ingredienti principali del polpettone alla parmigiana sono, oltre alla carne di vitello, il prosciutto di Parma, mortadella, uova, Parmigiano Reggiano e pistacchi.
- Punta di vitello al forno (Picàja al fòron): lunga cottura al forno della punta di petto, è un secondo piatto molto diffuso.
- Rosa di Parma: ricetta estremamente rappresentativa anche se piuttosto recente e di non nota origine (non se ne ha riscontro nei ricettari classici): il filetto di manzo viene cotto in casseruola arrotolato con all'interno fette di prosciutto di Parma e formaggio parmigiano a scaglie. Questo piatto è stato codificato dall’Accademia italiana della cucina ed è presente in diversi ristoranti a matrice turistica.
- Torta di carne cotta: si tratta di un piatto di recupero del lesso, molto diffuso nel passato. Era preparata con polpa di manzo già cotta e passata al forno.

### Carni di cortile
Di antica tradizione è la produzione di animali da cortile: cappone, coniglio di stia, faraona, gallina, pollo ruspante, tacchino di corte, tacchinella ruspante. Diversi ristoranti della provincia e agriturismi mantengono una produzione familiare per la preparazione di antiche ricette codificate.
- Coniglio alla cacciatora (Cunì ala casadòra).
- Coniglio alle verdure: è un arrosto che si serve a fette, ottenuto dalla cottura della carne completamente disossata, con l’aggiunta di funghi, verze, porro.
- Coniglio fritto: è una ricetta della montagna parmigiana che prevede una lunga cottura dopo una notte di marinatura con erbe e ginepro. Il piatto finale si presenta particolarmente asciutto e per questo viene chiamato impropriamente fritto.
- Coniglio in due tempi: ricetta codificata di Guglielmo Capacchi. Coniglio e sugo vengono cotti separatamente e successivamente uniti per una seconda cottura.
- Galletto alla parmigiana: sono molto numerosi i ricettari riferiti ai galletti di primo canto. Da citare il galletto alla cacciatora con i funghi del Capacchi.
- Duchesse di Parma: fettine di tacchina coperte con prosciutto e Parmigiano che, infarinate, vengono tostate in padella con olio e burro. Piatto simile è il tacchino al prosciutto.

### Piccioni e pollastri
Piccione domestico e pollastri ruspanti hanno in comune diversi tipi di preparazione. Il piccione ripieno al forno o al tegame canonizzato da Capacchi è da porre a fianco di ricette considerate consimili come i pollastri alla campagnola (Agnoletti), il pollo alla cacciatora (di cui esiste variante codificata all’uso di Colorno), il pollo alla parmigiana, alla cacciatora con i funghi o farcito.

### Frattaglie
Le frattaglie sono protagoniste dei ricettari classici parmigiani. Oltre alla trippa, compaiono sovente i fegatini di maiale, i guanciali, nonché le animelle, parte del quinto quarto dei grossi animali. 
- Animelle al forno: lavorate con uova, burro e parmigiano.
- Fegato alla parmigiana: di maiale, cotto in tegame o allo spiedo avvolto nell’omento grasso (rete); di bovino, in umido o alla vecchia Parma (impanato e fritto nello strutto).
- Rognoni alla parmigiana (Rognón trifolé): due ricette codificate da Giorgio Bernardini prevedono una preparazione in tegame o in umido.
- Trippa alla parmigiana (Buzeca): preparata in una lunga cottura in più fasi, prevede un soffritto classico, l’utilizzo del pomodoro e abbondante condimento di Parmigiano Reggiano. Ricetta codificata dall’Accademia Italiana della cucina.

### Ricette di maiale
Il maiale è da considerarsi l’animale da carne d’elezione della tradizione sia per la conservazione tramite salatura, dopo la macellazione invernale, che come prodotto fresco.
- Cotiche e fagioli (Còddgh e fazój): zuppa tipica di fagioli e cotenna.
- Fegatelli con la rete: fegato di maiale in omento con infiltrazione di grasso cotto in pignatta.
- Fonduta di prosciutto: ricetta codificata per una fonduta classica di formaggio, farina, latte, uova e besciamella di burro con prosciutto.
- Maialata parmigiana: piatto di tradizione estremamente rappresentativo connesso al rito invernale di sacrificio del maiale. Esistono due varianti: la rustica prevede un brodo di ossa con verze e pane da accompagnare a torte di sangue e cereali, ciccioli caldi e altre frattaglie. La versione moderna prevede ciccioli e cicciolata come antipasti, minestra in brodo con le verze, pasta asciutta condita con l’impasto fresco del salame, costine lesse, fegatelli al tegame, zampetti lessi (spesso abbinati allo zabaione), torta dolce preparata con strutto e nocino.
- Sanguinaccio: il sanguinaccio alla parmigiana è preparato in frittura. Esiste una variante al forno in cui il sangue è unito a latte e farina di castagne. Nella zona montana di Monchio, si prepara un pesto di lardo a cui si aggiunge sangue fresco di agnello o capretto.
- Salame fritto: si frigge nel vino il salame di Felino fresco.
- Salcrào (sacrao): piatto di origini nordeuropee, naturalizzato a Parma nel periodo ducale: il cotechino viene servito con il cavolo fermentato. Il sugo prevede massiccio utilizzo di lardo, oltre a burro, concentrato di pomodoro, cipolla.
- Spalla cotta di San Secondo: entrambe le ricette classiche (di casa Giuseppe Verdi e Accademia Italiana della cucina) prevedono una lunga cottura (oltre tre ore): si serve tiepida.

### Pesce, rane, lumache
Ricco di laghi montani, torrenti, canali e risorgive nelle Terre Alte, fortemente caratterizzato dal fiume Po nella bassa parmense, il territorio offre un sorprendente ventaglio di ricette incentrate sulle numerose specie autoctone d’acqua dolce: pesci, gamberi di fiume, rane, lumache. Non mancano ricette di merluzzo salato (baccalà) connesse al già citato retaggio di punto nevralgico sulla via del sale. Le preparazioni di pesce d’acqua dolce, andate in disuso soprattutto nell’area urbana, per motivi culturali ma anche di inquinamento dei territori, sono tornate in auge, dopo il periodo pandemico, grazie a un rinnovato entusiasmo per la cucina tradizionale povera che vede ricomparire ricette abbandonate sui tavoli dell’alta ristorazione. 
- Merluzzo fritto di montagna: frittura in strutto con le cipolle.
- Merluzzo alla parmigiana: cotto in un soffritto classico con burro, concentrato di pomodoro e uvetta sultanina passita.
- Pesce gatto in padella: frittura eseguita dopo lunga marinatura.
- Pesce gatto in umido: classica cottura in casseruola.
- Storione al forno: elegante preparazione al forno con lardo, vino bianco, Marsala, burro, limone e sua scorza.
- Trota alla montanara: il pesce è cucinato in due tempi. Prima soffritto nel burro e poi finito in un ricco sugo a base di pomodoro.
- Lumache: esiste un gran numero di ricette e loro varianti. Al forno, fritte, trifolate, in stufato.
- Rane: le principali ricette le prevedono fritte o in umido.

### Piatti di verdure, uova e formaggi
Particolare rilievo nella cucina parmigiana hanno le erbe aromatiche di cui il territorio è ricco. Sedano, cipolla, prezzemolo e pomodoro sono utilizzati in moltissime ricette. Il pomodoro, in particolare, è al centro della lunga tradizione conserviera parmense.
- Piatti di verdure: da menzionare le insalate a base di erbe selvatiche (asprelle, erbe di campo) condite con aceto caldo e lardo o pancetta. Tra le ricette con le patate, i caniff (crocchette cilindriche con uova, Parmigiano e noce moscata). Da citare le torte salate di erbe, patate, bietole e altri ortaggi tipiche della montagna (celebri quelle di Borgo Val di Taro). La ricetta di verdure più popolare è la Vecchia (Vécia) che presenta diverse versioni: la più diffusa prevede un battuto abbondante di lardo, cipolla, aglio e prezzemolo, fette sottili di cipolla, peperone, patata e pomodoro fresco. Si soffrigge in padella con il burro. Al tutto si aggiunge carne di manzo lesso, per tradizione cotta il giorno prima. Esiste una versione con patate arrosto e carne equina. I valigini, involtini di verza, sono considerati un piatto di verdura seppur contengano carne.
- Uova e formaggi: numerose sono le ricette di sformati e verdure ripiene: il Parmigiano Reggiano è spesso l’ingrediente principale.

## Dolci
- Bocca di Dama: raffinato dolce a base di mandorle, cotto in forno, da servire freddo.

- Chiacchiere di suora: dolce tipico di Carnevale. Crespelle secche assimilabili ai cenci alla senese codificati da Pellegrino Artusi.
- Chifferi: molto simili al croissant, prendono il nome da Gipperich, un panettiere viennese al seguito di Maria Luigia.
- Patón’na: è un’antica ricetta codificata, con numerose varianti, simile al castagnaccio.
- Scarpette di Sant'Ilario: sono biscotti di pasta frolla a forma di scarpe, in ricordo del passaggio di Sant'Ilario a Parma, dove si fece rifare le scarpe da un ciabattino. Questo dolce viene preparato in occasione della ricorrenza del santo, patrono della città, il 13 gennaio.
- Spongata di Busseto o di Corniglio: costituita da pasta sfoglia riempita con marmellata di mele e pere, frutta candita, pinoli e mandorle, e ricoperta da un secondo strato di sfoglia. È stata riconosciuta dal Ministero delle politiche agricole alimentari e forestali come "prodotto tipico". Esistono diverse ricette medievali e varie codificazioni locali tra cui quella del Capacchi.
- Sugo d’uva: tipico budino autunnale. Variante diffusa, il Sugo di Lambrusco fatto con il mosto.
- Torta Diplomatica: pasta sfoglia, pan di Spagna, crema di cioccolato, zabaglione e rhum.
- Torta Maria Luigia: torta fatta con pan di Spagna arricchito di polvere di mandorla e cioccolato, nocciole tostate, liquore d’erba Luigia. Ricoperta con cioccolato fondente e guarnita con violette di Parma candite.
- Torta ungherese: torta a sei strati farciti con una crema al cioccolato e spolverata di cacao. La torta nacque nel 1914 come rivisitazione della classica dobos e fu creata nella Pasticceria Pagani, azienda fondata nel 1856 e ancora in attività.
- Tortelli dolci: pasta frolla ripiena con marmellate, mostarda, amaretti e liquore. Cotti al forno.
- Torta nera di San Secondo: dolce composto da una sottile fodera di pasta frolla che funge da contenitore per un ripieno composto da cacao dolce, mandorle tostate, zucchero e uova.

## Patrimonio alimentare

### Salumi tipici
- Culatello di Zibello: da molti è considerato il "re dei salumi". A tutela della sua qualità e tipicità è stato creato il "Consorzio del culatello di Zibello". L'area di produzione è, oltre che a Zibello, nei comuni di Busseto, Polesine Parmense, Soragna, Roccabianca, San Secondo, Sissa, Colorno.
- Prosciutto di Parma: salume famoso in tutto il mondo. Gli unici ingredienti sono la carne di maiale e il sale, gli stessi di due millenni fa.
- Salame di Felino: uno dei salumi più rinomati. È prodotto a Felino, un comune in provincia di Parma e in comuni limitrofi, Sala Baganza e Langhirano.
- Coppa di Parma: prodotto IGP.
- Spalla di San Secondo: è una specialità cotta e cruda prodotta nella zona di San Secondo e paesi limitrofi. Si sposa a un vino locale frizzante, la Fortana del Taro.
- Strolghino: salame di diametro ridotto prodotto con le carni della coscia del maiale.
- Fiocchetto.
- Culatello con cotenna: noto anche come culatta o culaccia.
- Cicciolata: salume cotto.
- Mariola: cruda e cotta, simile al cotechino, ma più grande.
- Cappello del prete.

### Formaggi
- Parmigiano reggiano: formaggio noto fin dai tempi di Boccaccio, che lo citò nel Decamerone, famoso in tutto il mondo; si può gustare sia a scaglie che grattugiato su primi e/o secondi piatti.
- Ricotta fresca vaccina.

### Funghi e tartufi
- Funghi di Borgotaro: funghi raccolti nei territori dei comuni di Borgo Val di Taro e Albareto, in provincia di Parma, e di Zeri, in provincia di Massa Carrara.
- Tartufi neri di Fragno: tartufi raccolti nella val Baganza

### Prodotti DOC, DOP e IGP[25]
Prodotti con certificazione ufficiale dall'Unione europea di Denominazione di origine protetta (DOP) e di indicazione geografica protetta (IGP) emiliani.
- Fungo di Borgotaro IGP Reg. (CE) n. 1107/96 del 12 giugno 1996.
- Parmigiano-Reggiano DOP
- Prosciutto di Parma DOP Riconoscimento DOP: Reg. CE n.1107/96.
- Culatello di Zibello DOP Riconoscimento DOP: Reg. CE n.1263/96.
- Coppa di Parma IGP
- Vini Colli di Parma DOC - vini del territorio collinare della provincia di Parma, comprendente i comuni di Sala Baganza, Calestano, Collecchio, Felino, Fidenza, Fornovo di Taro, Langhirano, Lesignano de' Bagni, Medesano, Noceto, Salsomaggiore Terme, Terenzo, Traversetolo e Varano de' Melegari.

### PAT (Prodotti Agroalimentari Tradizionali)[26]

#### Liquori e spiriti
- Nocino
- Sorbolo, liquore nobile di sorbe

#### Carni fresche e conservate
- Fiocchetto
- Fiocco
- Pesto di cavallo
- Pollo di razza fidentina
- Spalla di San Secondo, cotta e cruda
- Suino pesante

#### Giacimenti
- Sale alimentare di Salsomaggiore
- Marrone di Campora (castagna)
- Tartufo nero di Fragno

#### Piatti, ricette e prodotti lavorati
- Anolino
- Saba dell’Emilia Romagna
- Gnocco di patate (sgranfignone)
- Miele del crinale dell’Appennino
- Miele di erba medica della pianura
- Miseria (tipica micca di pane Parmigiano a forma di farfalla)
- Pane casareccio (pan caselen)
- Pattona (Patón’na)
- Spongata di Busseto
- Spongata di Corniglio
- Torta d’erbe
- Tortelli d’erbetta

#### Formaggi
- Ricotta vaccina fresca

### Trasformazione dei prodotti agricoli
- Industria conserviera: pomodoro e pesce sott’olio e sotto sale
- Pasta

## Vini
- Lambrusco: il vino quantitativamente predominante nella provincia di Parma. È un vino rosso-scuro, leggermente asprigno, di moderato tenore alcolico. "Il lambrusco - scrisse Curzio Malaparte - non solo è il vino più garibaldino del mondo, come ebbe a dire Filippo Corridoni, ma il più generoso, il più libero, il più italiano fra tutti i vini italiani".
- Fortana di San Secondo: un vino leggero e frizzante che si sposa perfettamente con la spalla cotta e con il retrogusto del pregiato Culatello di Zibello.
- Malvasia di Maiatico: sui colli di Parma, e in modo speciale nella zona di Maiatico, in val Baganza, e di Arola, in val Parma, si coltiva la Malvasia di Candia aromatica da cui si ricava la "Malvasia dei Colli di Parma" (DOC), un vino bianco frizzante che si adatta perfettamente con i salumi tipici parmensi e con primi piatti come gli anolini o i tortelli d'erbette.
- Sauvignon (DOC):  un vino tranquillo da pasto, o vivace, ideale per accompagnare antipasti leggeri e piatti di verdura. Servito fresco, si sposa anche con il Prosciutto di Parma.
- Colli di Parma (DOC): la denominazione di origine controllata è riservata al vino ottenuto dalle uve nelle seguenti percentuali: Barbera (dal 60% al 75%); Bonarda e Croatina da soli o congiuntamente, dal 25% al 40%. Questo vino si sposa con gli arrosti, i brasati, il Parmigiano-Reggiano e, in particolare, i bolliti.

## Ristorazione
Diverse ricette della tradizione devono la loro sopravvivenza, nonché varianti e rielaborazioni entrate nella letteratura accademica, alla ristorazione locale, estremamente attiva nel dopoguerra e al proprio apice tra gli anni sessanta e ottanta del XX secolo. Tra i fautori e divulgatori della cucina parmigiana nel mondo sono da segnalare lo chef Rino Quagliotti, la pasticciera Emma Bizzi, i celebri Mirella e Peppino Cantarelli di Samboseto. Celebri donne della ristorazione cittadina furono Filomena Cacciamani, Erminia Marasi e Anna Bertolazzi. Queste due ultime furono fautrici di una trattoria legatissima per decenni alle ricette della tradizione. 

## Media
Tv Parma, su iniziativa del dirigente Roberto Restori, membro dell’Accademia Italiana della Cucina, fu una delle prime emittenti private a produrre programmi di cucina. Parimenti, il quotidiano locale ha sempre dedicato ampio spazio alla cucina, sia per mezzo di copiosi inserti che attraverso una vastissima mole di pubblicazioni direttamente editate o prodotte in collaborazione con le case editrici del territorio. Annualmente vengono distribuite dal quotidiano locale diverse guide sui prodotti e sui ristoranti del territorio. Nel 2020, in occasione dell’anno di Parma Capitale italiana della cultura, Gazzetta di Parma con Diabasis ha distribuito la prima guida in Italia su produttori di cibo e ristorazione redatta esclusivamente su criteri di sostenibilità, filiera corta e Chilometro zero. 